# Rita Thermes
Rita Thermes (Cagliari, 10 maggio 1923 – Cagliari, 26 ottobre 2006) è stata un'illustratrice e pittrice italiana.

## Biografia
Dopo aver terminato gli studi liceali, si trasferisce a Roma nell'immediato dopoguerra con Emilio Lussu, scrittore e parlamentare. Nella capitale si dedica, insieme al fratello Giovanni, all’attività pittorica. Frequenta saltuariamente l'Accademia di Francia, e – dagli anni sessanta – insegna presso vari istituti d'istruzione superiore.
Nel 1945, con il fratello Giovanni, furono esposero una mostra presso l'associazione Amici del Libro a Cagliari, la quale fu promotrice di numerose esposizioni d'arte in città, sostenuta da Giovanni Lilliu, Luigi Crespellani, Francesco Alziator e altri.
Le sue opere ebbero un discreto successo nel pubblico e nella critica (Benedetto Croce acquistò uno dei suoi acquerelli) ottenendo importanti riconoscimenti. Il pittore Oscar Kokoschka la elogiò in una lettera del ’67, e tre anni più tardi presentò la pittrice nell’ambito di una personale tenutasi a Amburgo.
Dal 1952 iniziò a illustrare racconti a puntate, sul Pioniere, storie di Gianni Rodari alcune delle quali – successivamente – vennero raccolte in volume. Dalla seconda metà degli anni '50 collaborò, come illustratrice, con la rivista Lavoro della CGIL. Insieme al fratello, Giovanni, partecipò alla Biennale d'Arte Sarda tenutasi a Nuoro nel 1957.
A fine anni '50 si trasferisce e risiede a Napoli, dove realizza manifesti con il fratello e nel 1959 partecipa all'VIII e IX edizione della Quadriennale di Roma, dove presenta i dipinti Filiazione del vivente; L’uno e molteplice; Capriccio. Sempre a Napoli conosce Paolo Ricci,
Dal 1975, data della sua ultima personale allestita a Catania, non ha più esposto le sue opere, ma ha continuato a dipingere per collezionisti, soprattutto italiani e americani, che le richiedevano principalmente l’esecuzione di ritratti.
A metà degli anni '90 torna a vivere in Sardegna dove le sue opere sono conservate nella Galleria comunale d'arte di Cagliari, Museo d'arte della provincia di Nuoro, Museo Archivi Sinnai di Cagliari.
Muore a Cagliari il 26 ottobre 2006.

## Illustrazioni

### Su libri
- Gianni Rodari, Piccoli vagabondi, Illustrazioni di Rita Thermes, prima ed. Editore Era Nuova, 2001, seconda ed. Editori Riuniti, 2006 ISBN 978-8835958345

### Su riviste
- Rita Thermes, Piccoli vagabondi, su Pioniere dal n. 50/1952 al n. 27/1953.[7]
- Rita Thermes, Chicco Mentini, su Pioniere dal n. 23/1955 al n. 30/1955.[8]

## Premi
- 1958, I Premio al Concorso Nazionale di Pittura di Nuoro.[9]
- 1963, I Premio Nazionale per il Ritratto a Roma.[9]
- 1964, II Premio di Pittura Città di Faenza con il dipinto “Coro a tre voci”.[9]